# Ronnie Rooke
Ronald Leslie Rooke (ur. 7 grudnia 1911 w Guildford, Anglia, zm. w lipcu 1985) – piłkarz grający na pozycji napastnika. W sezonie 1947/48 w barwach Arsenalu został królem strzelców Division One. Według RSSSF jest najlepszym strzelcem ligowym wszech czasów i trzecim zawodnikiem w klasyfikacji generalnej, za Erwinem Helmchenem i Josefem Bicanem. W czasie II wojny światowej zaciągnął się do RAFu. Zmarł w 1985 roku w wieku 73 lat.